# ATP挑戰賽
ATP挑戰賽，2008年底前稱為ATP挑戰系列賽，是一系列的國際男子職業網球錦標賽。ATP世界巡迴賽為最高層級，ATP挑戰賽為第二層級，ITF男子巡迴賽為最低層級賽事。ATP挑戰賽由國際男子職業網球總會管理。在ATP挑戰賽贏得足夠的積分後，才能參加ATP世界巡迴賽參賽資格的抽籤。挑战赛的球员通常是希望发展自己职业的年轻球员，未能直接获得ATP赛事资格的球员或希望重返大型巡回赛的前ATP球员。

## 挑战赛的历史
第一次挑战系列赛于1978年举行，共举行了18场比赛。从1月8日开始的一周举行了两次，一次在奥克兰，另一次在霍巴特。接下来的比赛在6月18日至8月18日在美国以下地点依次举行，依次为：什里夫波特，伯明翰，阿什维尔，罗利，希尔顿头岛，弗吉尼亚海滩，沃尔，科德角和兰开斯特。
经过一个月的休战之后，比赛继续进行，两个比赛分别于9月24日和25日开始，一个活动分别在新泽西州的廷顿瀑布和内布拉斯加州的林肯举行。第二周，在盐湖城举行了一场比赛，然后在特拉维夫和加利福尼亚州圣拉蒙同时进行了两次比赛，随后一周在帕萨迪纳举行了一场比赛。一个月后在京都举行了总决赛。相比之下，2008年的日程安排在40多个国家/地区举办了178场比赛。

## 现时奖金和排名积分
挑战赛提供的总奖金从30,000美元到168,000+美元不等，它与挑战赛是否向选手提供招待（食物和住宿）等情况，决定了选手赢得比赛中每场比赛所获得的积分数。
如果含有招待费，那么赛事为球员所提供的奖金和积分从80分到125分不等，比赛总奖金则从40,000美元到220,000美元不等。相比之下，ATP级别的巡回赛提供的总奖金从40万美元到600万美元不等，可以获得的积分从250分到1500分不等。
作为参考，球员排名是基于过去52周内累积的积分，从2016年2月开始，在过去52周内获得550积分的球员可以排到100名以后。 获得250分将使其排名略低于200，而100分的排名则在第425位以后，而获得50分的排名将在600位以后。因此，在挑战者赛中获得的排名积分可以帮助低排名的玩家快速提升排名。
球员可以获得的分数如下表格：
| 巡回赛级别     | 单打 | 单打 | 单打 | 单打 | 单打 | 单打 | 单打 | 单打 | 单打 | 双打 | 双打 | 双打 | 双打 | 双打 |
| 巡回赛级别     | W    | F    | SF   | QF   | R16  | R32  | R48  | Q    | Q1   | W    | F    | SF   | QF   | R16  |
| -------------- | ---- | ---- | ---- | ---- | ---- | ---- | ---- | ---- | ---- | ---- | ---- | ---- | ---- | ---- |
| Challenger 125 | 125  | 75   | 45   | 25   | 10   | 5    | 0    | 0    | 0    | 125  | 75   | 45   | 25   | 0    |
| Challenger 110 | 110  | 65   | 40   | 20   | 9    | 5    | 0    | 0    | 0    | 110  | 65   | 40   | 20   | 0    |
| Challenger 100 | 100  | 60   | 35   | 18   | 8    | 5    | 0    | 0    | 0    | 100  | 60   | 35   | 18   | 0    |
| Challenger 90  | 90   | 55   | 33   | 17   | 8    | 5    | 0    | 0    | 0    | 90   | 55   | 33   | 17   | 0    |
| Challenger 80  | 80   | 48   | 29   | 15   | 7    | 3    | 0    | 0    | 0    | 80   | 48   | 29   | 15   | 0    |

## 球员质量
球员通常在参加挑战者赛之前已经在ITF男子巡回赛的未来系列赛中获得了成功。由于挑战者级别的积分和金钱水平较低，挑战者中的大多数球员在挑战系列赛中的排名为100至500，而在150K系列赛中的排名为50至250。
有例外的情况是，到了大满贯赛事的第二周，当时已经在大满贯中败北的前100名选手可以从第二周开始以外卡形式参加挑战赛。

## Tretorn系列赛+
2007年2月， Tretorn成为了挑战系列赛的官方用球，并赞助了一些挑战赛组合成系列赛，其奖金达到或超过10万美元。他们在2010年与ATP续签了赞助协议，并将其延长至2011年底。

## 记录

### 多数单打冠军
盧彥勳赢得了29项ATP挑战者巡回赛冠军。

### 年龄最大的冠军
伊沃·卡洛维奇（Ivo Karlovic）成为最年长的挑战者称号的球员，在39岁零7个月的时间里赢得了2018年卡尔加里国家银行挑战赛（Calgary National Bank Challenger）的冠军。 
| 球员            | 年龄         | 赛事          |
| --------------- | ------------ | ------------- |
| 伊沃·卡洛维奇   | 39岁零7个月  | 卡尔加里 2018 |
| 迪克·诺曼       | 38岁零一个月 | 墨西哥城 2009 |
| 斯蒂芬·罗伯特   | 37岁8个月    | 伯尔尼 2018   |
| 鲍勃·卡迈克尔   | 37岁零6个月  | 霍巴特 1978   |
| 斯蒂芬·罗伯特   | 37岁5个月    | 神户 2017     |
| 维克多·埃斯特拉 | 37岁         | 圣多明哥 2017 |

## 赛事清单

### 挑战赛125（$ 150,000 + H /€127,000 + H）
- 圣保罗公开赛（2001–2014）
- Abierto GNP Seguros
- AON Open Challenger
- 班加罗尔公开赛
- 釜山公开赛
- 卡尔塔尼塞塔城堡
- 埃西亚斯奖杯（2005–2016）
- 海尔布隆跨站公开赛（−2015）
- 欧文网球经典
- 伊撒尔公开赛
- 高雄OEC公开赛
- 昆明公开赛
- 莫内塔捷克公开赛
- 自然谷公开赛
- 努尔苏丹挑战赛
- 欧莱恩公开赛
- 艾克斯公开赛
- Oracle挑战赛系列–芝加哥
- Oracle挑战赛系列–休斯敦
- Oracle挑战赛系列–印第安维尔斯
- Oracle挑战赛系列–纽波特比奇
- 北卡什切青公开赛
- 圣塔尼兹挑战赛
- 斯巴卡森公开赛
- 亚利桑那网球精英赛

### 挑战赛110（$ 150,000 /€127,000 / $ 125,000 + H /€106,000 + H）
- 普埃布拉（2016）
- 布雷斯特挑战赛
- 法国巴黎银行波尔多挑战赛
- Fuzion 100伊尔克利杯
- 力生运动杯济南国际公开赛
- 华欣公开挑战赛（2015–2017）
- 以色列公开赛（2015–2016）
- 昆明挑战赛（2013）
- Milex主办的圣多明各公开赛
- 斯洛伐克公开赛
- 瑟比顿奖杯
- 宁波际男子网球挑战赛

### 挑战赛100（$ 125,000 / $ 100,000 + H /€106,000 /€85,000 + H）
- CDMX公开赛
- 中国国际挑战赛青岛站（2016–2017）
- 日内瓦公开赛（1992–2014）
- 霍夫公开赛（2015–2016）
- 中国红谷滩国际挑战赛南昌站（2014–2016）
- 国际挑战赛成都站
- Internationaux de Tennis de Vendée
- 国际文化节
- Internazionali di Monza e Brianza（2005–2012）
- 里昂挑战赛
- 瓜德罗普岛公开赛
- 总统杯
- 达拉斯RBC网球锦标赛
- 萨克拉曼多挑战赛（2005-2015）
- 圣马力诺GO＆FUN公开赛（2001- 2014年）
- 首尔公开赛挑战赛
- 索韦托公开赛（2009–2013）
- 斯普斯卡公开赛
- 弗罗茨瓦夫公开赛（2015–2017）

## 外部連結
- 官方網站